# Marcos Baghdatís
Marcos Baghdatís, em grego Μάρκος Παγδατής, (Limassol, 17 de junho de 1985) é um ex-tenista profissional cipriota.

## Carreira
Baghdatis colocou o Chipre no mundo do tênis quando conseguiu a façanha de chegar à final do Grand Slam do Aberto da Austrália em 2006, a qual perdeu para o suíço Roger Federer.
Baghdatís já disputou 12 finais de torneios ATP na carreira e dessas conquistou 4 títulos. Sua última conquista foi no ATP 250 de Sydney em 2010. Além disto, já foi top 10 do ranking da ATP (n° 8 do mundo), ele representa o Chipre na Copa Davis.
Aposentou-se em 2019. Seu último jogo foi na derrota para Matteo Matteo Berrettini pela 2ª fase do Torneio de Wimbledon, onde recebeu convite, em 4 de julho.

## Significantes finais

### Grand Slam finais

#### Simples: 1 (0–1)
| Resultado | Ano  | Campeonato      | Piso | Oponente      | Placar             |
| --------- | ---- | --------------- | ---- | ------------- | ------------------ |
| Vice      | 2006 | Australian Open | Duro | Roger Federer | 7–5, 5–7, 0–6, 2–6 |

## ATP finais

### Simples: 12 (4–8)
| Legenda                           |
| --------------------------------- |
| Grand Slam (0–1)                  |
| ATP World Tour Finals (0–0)       |
| ATP World Tour Masters 1000 (0–0) |
| ATP World Tour 500 Series (0–1)   |
| ATP World Tour 250 Series (4-6)   |

| Títulos por Piso |
| ---------------- |
| Duro (3–5)       |
| Grama (0–1)      |
| Saibro (0–0)     |
| Carpete (1–1)    |

| Resultado | N. | Data              | Campeonato                                   | Piso        | Oponente          | Placar                    |
| --------- | -- | ----------------- | -------------------------------------------- | ----------- | ----------------- | ------------------------- |
| Vice      | 1. | 30 Outubro 2005   | Davidoff Swiss Indoors, Basel, Suíça         | Carpete (i) | Fernando González | 7–6(12–10), 3–6, 5–7, 4–6 |
| Vice      | 2. | 29 Janeiro 2006   | Australian Open, Melbourne, Austrália        | Duro        | Roger Federer     | 7–5, 5–7, 0–6, 2–6        |
| Campeão   | 1. | 17 Setembro 2006  | China Open, Beijing, China                   | Duro        | Mario Ančić       | 6–4, 6–0                  |
| Campeão   | 2. | 4 Fevereiro 2007  | ATP de Zagreb, Zagreb, Croácia               | Carpete (i) | Ivan Ljubičić     | 7–6(7–4), 4–6, 6–4        |
| Vice      | 3. | 18 Fevereiro 2007 | Marseille Open, Marseille, França            | Duro (i)    | Gilles Simon      | 4–6, 6–7(3–7)             |
| Vice      | 4. | 17 Junho 2007     | Gerry Weber Open, Halle, Alemanha            | Grama       | Tomáš Berdych     | 5–7, 4–6                  |
| Campeão   | 3. | 25 Outubro 2009   | Stockholm Open, Estocolmo, Suécia            | Duro (i)    | Olivier Rochus    | 6–1, 7–5                  |
| Campeão   | 4. | 16 Janeiro 2010   | Medibank International, Sydney, Austrália    | Duro        | Richard Gasquet   | 6–4, 7–6(7–2)             |
| Vice      | 5. | 8 Agosto 2010     | Legg Mason Tennis Classic, Washington, EUA   | Duro        | David Nalbandian  | 2–6, 6–7(4–7)             |
| Vice      | 6. | 24 Outubro 2010   | Kremlin Cup, Moscou, Rússia                  | Duro (i)    | Viktor Troicki    | 6–3, 4–6, 3–6             |
| Vice      | 7. | 2 Outubro 2011    | Proton Malaysian Open, Kuala Lumpur, Malásia | Duro (i)    | Janko Tipsarević  | 4–6, 5–7                  |

### Duplas: 3 (1–2)
| Legenda                           |
| --------------------------------- |
| Grand Slam (0–0)                  |
| ATP World Tour Finals (0–0)       |
| ATP World Tour Masters 1000 (0–0) |
| ATP World Tour 500 Series (0–0)   |
| ATP World Tour 250 Series (1–2)   |

| Títulos por Piso |
| ---------------- |
| Duro (1–1)       |
| Grama (0–0)      |
| Saibro (0–1)     |
| Carpete (0–0)    |

| Resultado | N. | Data             | Torneio                             | Piso     | Parceiro        | Oponentes                             | Placar   |
| --------- | -- | ---------------- | ----------------------------------- | -------- | --------------- | ------------------------------------- | -------- |
| Vice      | 1. | 6 Janeiro 2008   | Chennai Open, Chennai, India        | Duro     | Marc Gicquel    | Sanchai Ratiwatana Sonchat Ratiwatana | 4–6, 5–7 |
| Campeão   | 1. | 5 Fevereiro 2012 | PBZ Zagreb Indoors, Zagreb, Croácia | Duro (i) | Mikhail Youzhny | Ivan Dodig Mate Pavić                 | 6–2, 6–2 |
| Vice      | 2. | 5 Maio 2013      | BMW Open, Munique, Alemanha         | Saibro   | Eric Butorac    | Jarkko Nieminen Dmitry Tursunov       | 1–6, 4–6 |